# Kenton (Metropolitano de Londres)
Kenton é uma estação ferroviária da linha Watford DC e da linha Bakerloo, situada na Kenton Road, em Kenton, noroeste de Londres. A estação é servida pelos serviços do Metrô de Londres e do London Overground. Na linha Bakerloo do Metrô de Londres, a estação fica entre as estações Harrow & Wealdstone e South Kenton.

## História
A estação foi uma das várias construídas na "New Line" da London and North Western Railway de Camden a Watford Junction, o que permitiu que os serviços locais da estação Watford Junction chegassem à estação Euston e à estação da Broad Street em Londres. A New Line ficava principalmente ao lado da linha principal da London and Birmingham Railway em 1837.
A estação Kenton foi inaugurada em 15 de junho de 1912. Ela só teve plataformas na New Line; os serviços da linha principal paralela fazem escala na estação Harrow and Wealdstone, uma parada ao norte, com alguns também fazendo escala na estação Wembley Central, três paradas ao sul.
Os serviços da linha Bakerloo começaram em 16 de abril de 1917. Em 24 de setembro de 1982, os serviços da linha Bakerloo para Kenton terminaram quando os serviços ao norte de Stonebridge Park foram encerrados. O serviço da linha Bakerloo foi restabelecido em 4 de junho de 1984.
O antigo pátio de carvão da estação no lado leste da ferrovia, não sendo mais necessário para os trens, é agora ocupado por um supermercado Sainsbury's.

## Serviços
- London Overground (linha Watford DC) 4 tph em cada sentido.
- Metrô de Londres (linha Bakerloo) 6 tph em cada sentido.

## Conexões
As rotas dos ônibus de Londres 114, 183, 223, H9, H10, H18, H19 e SL10 servem a estação.

## Acesso à estação
O mapa Getting Around da TfL mostrando o acesso para deficientes não indica que o acesso nivelado esteja disponível nesta estação. As estações mais próximas mostradas com acesso sem degraus são Harrow e Wealdstone, Kingsbury e Wembley Park; algumas viagens podem ser feitas de forma mais conveniente usando um dos ônibus locais para a Estação Golders Green (via rota 183) ou Estação Pinner (via rota 183) e continuando a partir daí.